# Rue Diderot (Saint-Ouen-sur-Seine)
La rue Diderot est une voie publique de Saint-Ouen-sur-Seine, dans le département de la Seine-Saint-Denis.

## Situation et accès

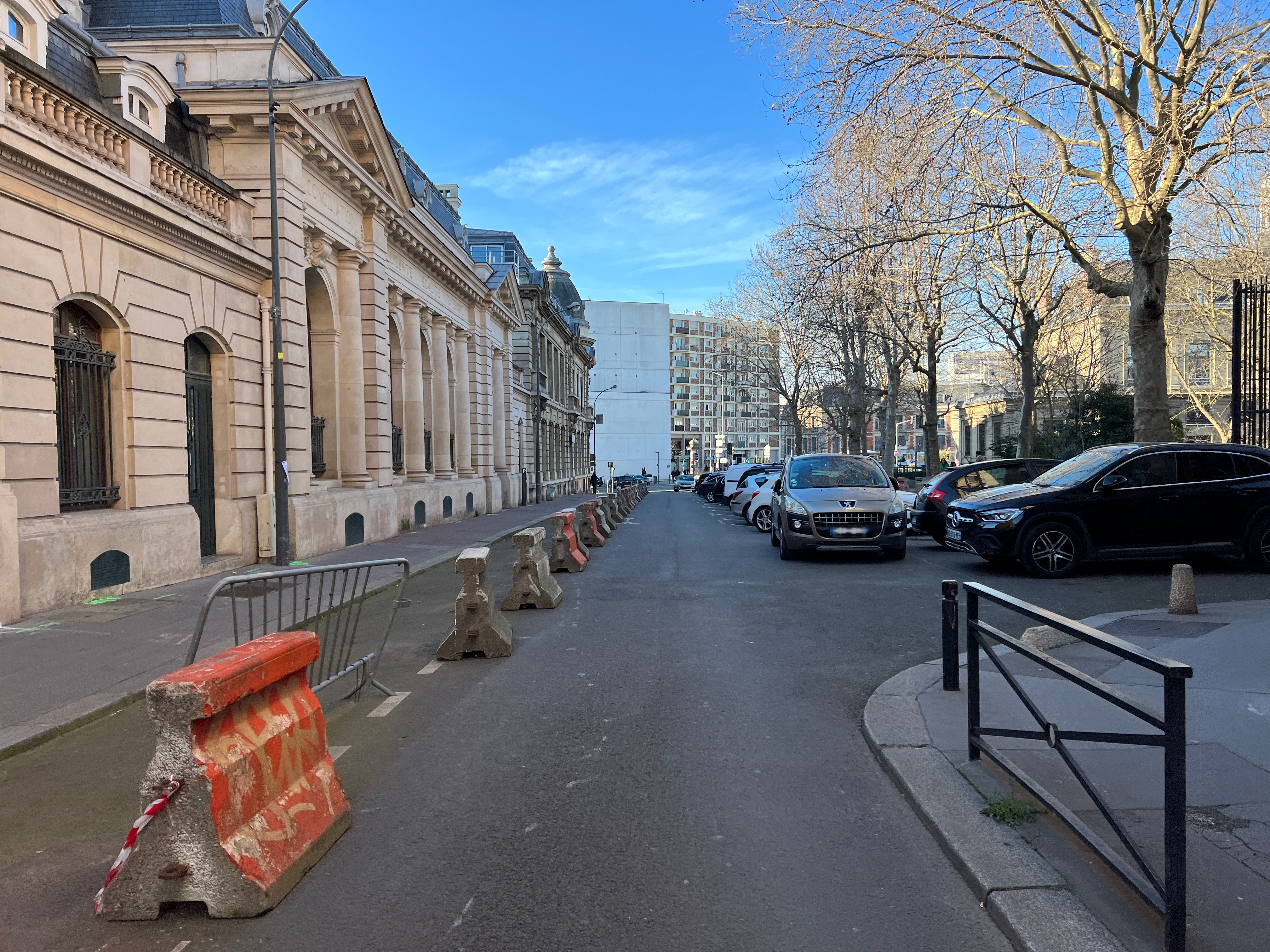
La rue Diderot en 2022.

La rue Diderot est accessible par la station de métro Mairie de Saint-Ouen sur les lignes 13 et 14 du métro de Paris.

## Origine du nom

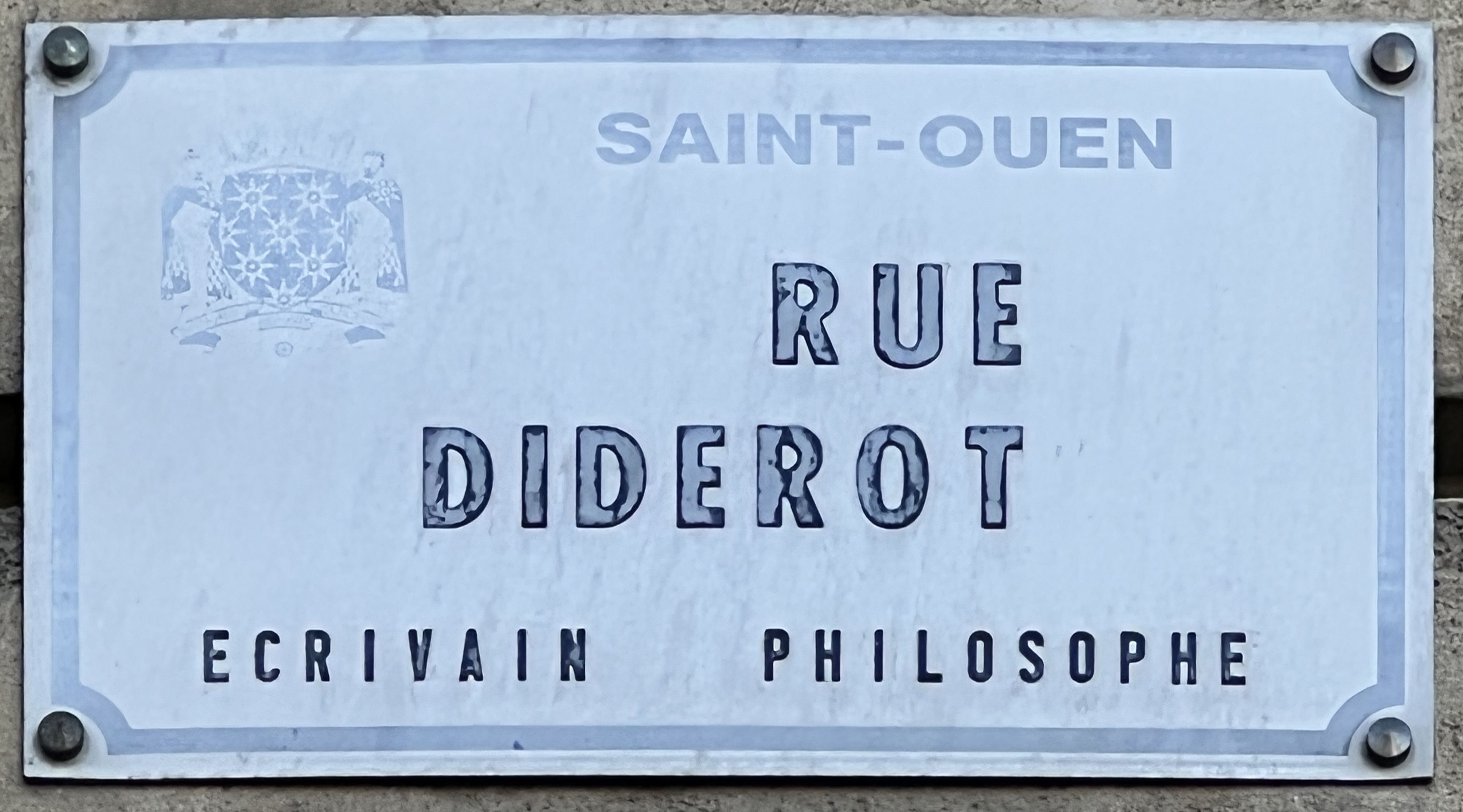
Plaque Rue Diderot, février 2022.

Elle a été nommée en hommage à Denis Diderot (1713-1784), philosophe et encyclopédiste, et rappelle que le philosophe aimait se rendre aux salons littéraires de Madame Necker qui habitait  le petit château de Saint-Ouen.

## Historique
Cette rue a été ouverte en 1887.

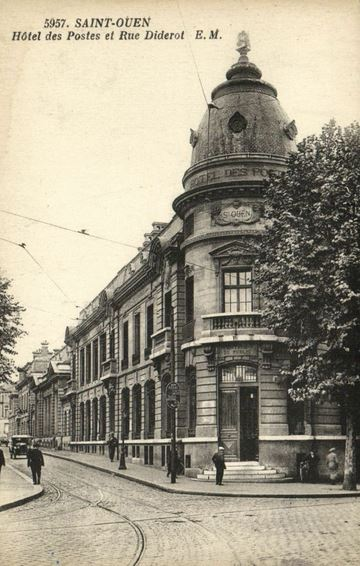
Rue Diderot, hôtel des Postes.

C'est en passant dans cette rue pour se porter au secours de blessés lors d'une fusillade place de la République que, le 20 août 1944, vers 16 heures 30, fut abattu le sapeur-pompier René Mary, vingt-trois ans, de la 9e compagnie d’incendie. On lui attribua la mention « Mort pour la France ».

## Bâtiments remarquables et lieux de mémoire

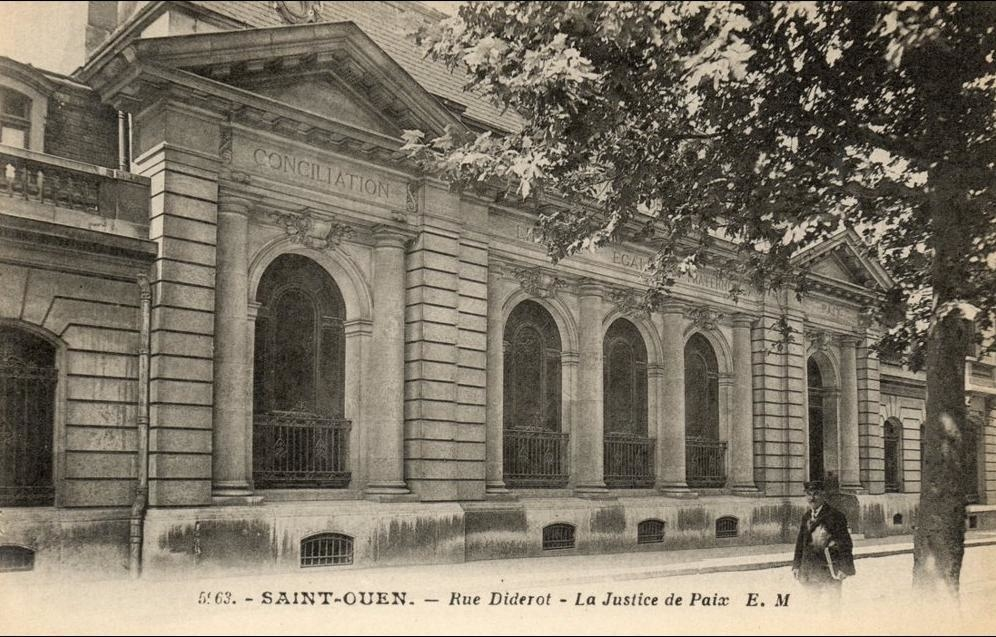
Rue Diderot, Justice de Paix.

- Tribunal d'instance de Saint-Ouen-sur-Seine.
- Centre des finances publiques de Saint-Ouen-sur-Seine.
- Hôtel de ville de Saint-Ouen-sur-Seine.
- Collège Jean-Jaurès[6].